# British Sea Power
British Sea Power (BSP), brittiskt band ifrån Brighton, England, bildat 2000. Bandet har fyra medlemmar (tidigare fem) och spelar en form av indierock där lyriken kretsar mycket kring djur och natur och hur människan samverkar med den. British Sea Power använder sig av humor i sina texter som tillsammans med melankolisk sång och ofta episka gitarr- och keyboard/fiolmattor bildar stycken som har liknats med The Cure, Pixies, Joy Division och The Flaming Lips.

## Medlemmar
Nuvarande medlemmar
- Yan (Jan Scott Wilkinson) – sång, gitarr (2000–)
- Noble (Martin Noble) – gitarr (2000–)
- Hamilton (Neil Hamilton Wilkinson) – basgitarr, sång, gitarr (2000–)
- Woody (Matthew Wood) – trummor (2000–)
- Phil Sumner – keyboard, kornett (2006–)
- Abi Fry – viola (2008–)

Tidigare medlemmar
- Eamon (Eamon Hamilton) – keyboard, sång, percussion, gitarr (2000–2006)

## Diskografi

### Album
Studioalbum
- The Decline of British Sea Power (2003)
- Open Season (2005)
- Do You Like Rock Music? (2008)
- Valhalla Dancehall (2011)
- Machineries Of Joy (2013)
- Sea of Brass (2015)
- Let the Dancers Inherit the Party (2017)

Soundtrack-album
- Man Of Aran (2009)
- From the Sea to the Land Beyond (2013)
- Happiness (2015)

### Singlar och EPs
EPs
- Remember Me (2003)
- The Spirit of St. Louis (2004)
- Krankenhaus? (2007)
- Zeus (2010)
- Valhalla V.I.P. (2011)
- BSP EP1-6 (2012)

Singlar (urval)
- "Fear of Drowning" (2001)
- "Remember Me" (2001)
- "The Lonely" (2002)
- "Childhood Memories" (2002)
- "Carrion" / "Apologies to Insect Life" (2003)
- "A Lovely Day Tomorrow" (2004)
- "It Ended on an Oily Stage" (2005)
- "Please Stand Up" (2005)
- "Remember Me" / "I Am a Cider Drinker" (2005) (med The Wurzels)
- "Waving Flags" (2008)
- "No Lucifer" (2008)
- "Living Is So Easy" (2010)